# Elio Franconi
Elio Franconi – argentyński zapaśnik walczący w obu stylach. 
Srebrny medalista igrzysk panamerykańskich w 1983; czwarty i piąty w 1975. Zdobył dwa medale na igrzyskach Ameryki Południowej w 1982 roku.